# Inger Hagerup
Inger Johanne Hagerup, nascuda Halsør (Bergen, 12 d'abril de 1905 - 6 de febrer de 1985) va ser una escriptora noruega, poetessa i autora de literatura infantil i d'obres de teatre.

## Biografia

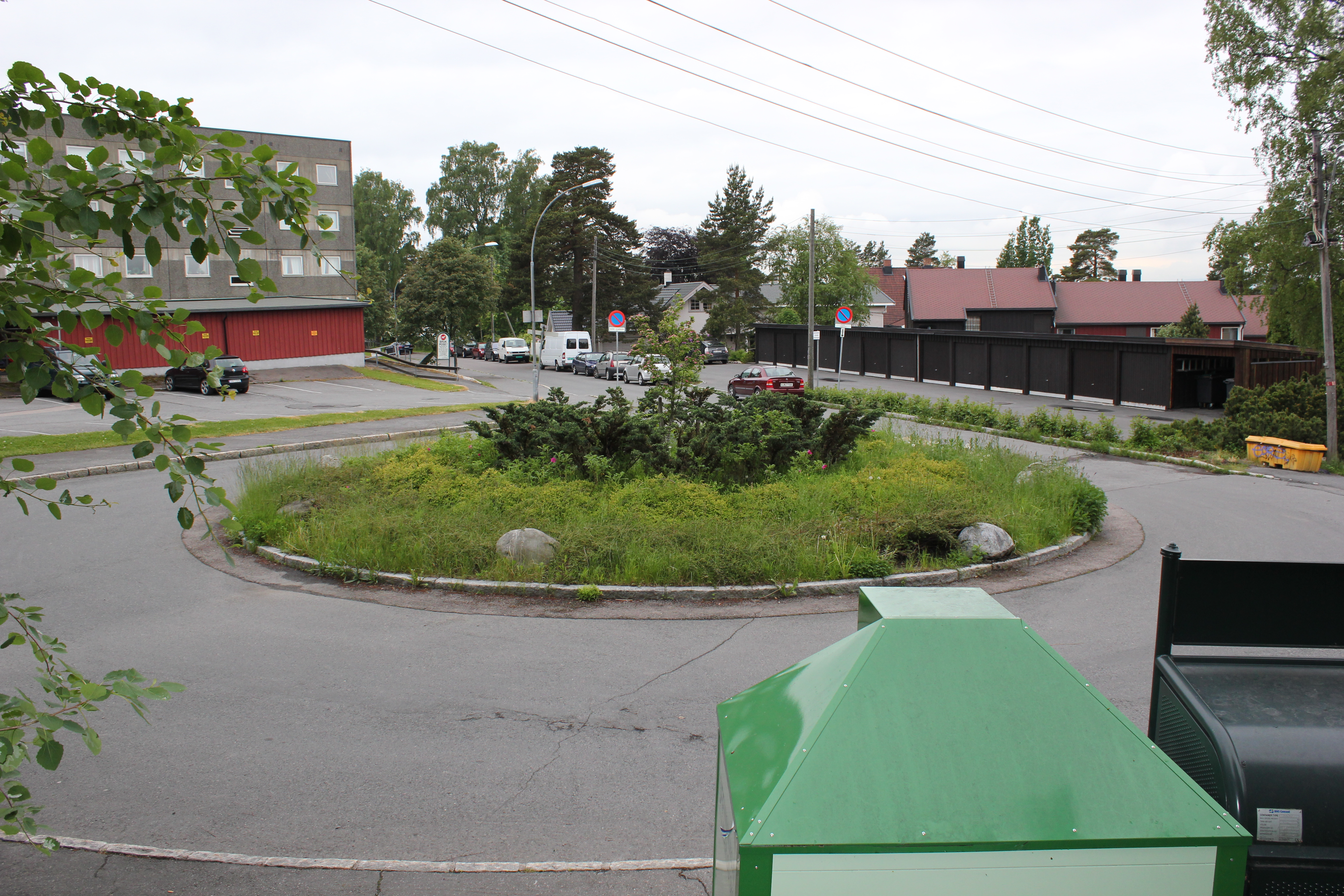
Inger Hagerup a Haugerud, Oslo, on va viure

Inger Johanne Halsør va néixer a Bergen, Noruega. El seu pare va morir quan ella tenia cinc anys. La seva família va començar a voltar fins que es va establir a Nordfjord i després a Volda. El 1931, es va casar amb Anders Askevold Hagerup (1904-1979), que era professor, traductor i autor de llibres per a nens. Es van instal·lar a Haugerud, Oslo, i es van convertir en els pares de dos autors noruecs distingits, Klaus Hagerup i Helge Hagerup. El seu fill, Klaus Hagerup va escriure extensament sobre la seva mare a Alt er så nær meg: Om Inger Hagerup
Inger Hagerup és principalment coneguda per la seva lírica, però també ha estat reconeguda per escriure moltes peces teatrals. Hagerup va publicar la seva primera col·lecció de poemes, "Vill Jeg gikk meg i skogene" el 1939.
Mentre estudiava a Trondheim també era un membre de l'organització comunista Mot Dag Tots dos, Inger Hagerup i el seu marit Anders, van participar en activitats de resistència durant l'ocupació de Noruega per l'Alemanya nazi i el 1943 van fugir a Suècia. Ella era coneguda per oposar-se a l'ocupació alemanya, va escriure moltes lletres en contra del que veia com un enemic brutal i descuidat, com a "Aust Vågøy". Aquest últim va ser inspirat per un incident que va ocórrer durant la Segona Guerra Mundial. Els nazis van prendre represàlies contra els locals després d'una reeixida incursió d'atac britànica el març de 1941 a les Illes Lofoten. Molts noruecs poden recitar de memòria les primeres línies, De Brente Vare garder. De drepte Vare Menn. La Varé hjerter Hamre det om og om igjen. ("Van cremar les nostres cases. Van matar als nostres homes. Que els nostres cors bateguin una vegada i una altra).
El 1944 va ser guardonada amb el Gyldendal's Endowment, el Premi Sarpsborg el 1955 i el 1962 va ser reconeguda amb el premi Dobloug. Va morir a Fredrikstad, Østfold, el 6 de febrer de 1985.
El seu poema "Två Tungor" (dues llengües) ha estat cantat per Fred Åkerström a l'àlbum Tungor Två aparegut el 1972, i Sofia Karlsson en el seu àlbum de 2007  Visor från vinden .